# Déisi
Die Déisi waren eine Gruppe von Menschen im alten Irland. Der altirische Begriff leitet sich von „déis“ ab, was Vasall bedeutet.
Ursprünglichen bezeichnet er Gruppen, die Vasallen oder Pächter eines Grundbesitzers waren. Später wurde es ein Eigenname für bestimmte Gruppen und deren Untertanen in ganz Irland. Die Völkerschaften die unter „déis“ aufgeführt sind, hatten in Irland den gleichen Status wie Clans. Sie hatten eine geringe oder gar keine tatsächliche Verwandtschaft, obwohl sie als verwandt angesehen wurden.
Zu den Déisi-Gruppen Irlands gehörten die Déisi Muman (Déisi von Munster), die Déisi Temro (Déisi von Tara), die Déisi Becc (Déisi im Königreich Mide) und die Déisi Tuisceart (nördlichen Déisi, deren Gruppe Dál gCais durch Brian Boru berühmt wurde). Während des frühen Mittelalters übten einige Déisi-Gruppen in verschiedenen Teilen Irlands großen politischen Einfluss aus. Im Königreich Munster standen die Déisi lange unter der Hegemonie der Eóganachta.
Während des späten 4. und zu Anfang des 5. Jahrhunderts wechselte eine große Gruppe von Uí Liatháin aus Munster von Irland nach  Cornwall auf die Isle of Man und nach Wales. Sie verdrängten in Südwales die herrschenden Demetae und gründeten die Königreiche Dyfed (walisisch Deheubarth) und Brycheiniog.
Die Geschichtlichkeit der Landnahme wird durch einen in den Harle’schen Ahnenbüchern des späten 10. Jahrhunderts erhaltenen Stammbaum gestützt, in denen die zeitgenössischen Könige von Dyfed behaupten, von Triphun, einem Urenkel von Eochaid Allmuir abzustammen. Obwohl die Anwesenheit der „Déisi“ in Dyfed historisch ist, bleibt unklar, ob es sich um eine großangelegte Wanderung, um einen dynastischen Transfer oder um beides handelt. Das Studium zeigt, dass sie nicht zum, in der mittelalterlichen Erzählung der Vertreibung der Déisi, genannten Zeitpunkt (nach der Erblindung von Cormac mac Airt, traditionell 265 n. Chr.) stattgefunden haben kann, sondern frühestens in der zweiten Hälfte des 4. Jahrhunderts. Ein Beginn in der subrömischen Zeit zu Beginn des 5. Jahrhunderts kann nicht ausgeschlossen werden. Die Oghamsteine von Wales belegen den irischen Einfluss.
Heute wird unter na Déise (anglisiert Decies) das Gebiet des County Waterford verstanden mit dem dort befindlichen kleinen irischsprachigen Gebiet (Gaeltacht) Gaeltacht na nDéise.